# محمد جونبوري
سید محمد جونپورى (14 جمادى الأولى 847 هـ /9 سبتمبر 1443 م ـ 19 ذو القعدة 910 هـ / 23 أبريل 1505) ويعرف بلقب نور پاك (النور الطاهر) هو رجل هندي ادعى أنه المهدي المنتظر في مكة ـ بين الركن والمقام ـ عام 901 هـ، وتبجله لذلك طائفة هندية تدعى بالمهدوية.

## حياته
ولد محمد جونبوري في سلطنة جونبور شمال الهند عام 1443، وارتحل بين الهند والجزيرة العربية وخراسان، وتوفي في مدينة فراه الأفغانية عن عمر يناهز 63 عامًا.